# Грей, Генри, 3-й барон Грей из Уилтона
Генри де Грей (англ. Henry de Grey; 28 октября 1281 — 10 или 16 декабря 1342) — английский аристократ, 3-й барон Грей из Уилтона с 1323 года.

## Биография
Генри де Грей был единственным сыном Джона де Грея, 2-го барона Грея из Уилтона, от его первого брака с Энн де Феррерс. После смерти жены Джон де Грей женился во второй раз и передал сыну от второго брака Роджеру большую часть родовых земель. В результате, когда Джон умер, Генри получил, помимо титула барона Грея из Уилтона, всего одну треть владений отца. Началась многолетняя распря. В 1328 году Генри силой занял принадлежавший единокровному брату замок Ратин, после чего в конфликт вмешалась корона. В том же году было заключено соглашение, но старший из братьев ничего от этого не выиграл: Роджер закрепил за собой земли, приносившие годовой доход в 850 фунтов, тогда как за Генри остались земли с доходом всего 283 фунта.
В период между 1322 и 1335 годами Генри де Грей много раз участвовал в войнах с Шотландией и Францией. Он был женат на Энн де Рокли, дочери и наследнице сэра Ральфа де Рокли и Изабеллы де Клер. В этом браке родились по крайней мере один сын, Реджинальд, ставший 4-м бароном Греем из Уилтона, и по крайней мере одна дочь — Мод, жена Джона де Лайла, 2-го барона Лайла из Ружемонта.